# The Blood of Jesus
The Blood of Jesus, anche distribuito sotto il titolo The Glory Road, è un film del 1941, diretto, scritto e interpretato da Spencer Williams Jr..
Appartenente alla categoria dei "race movie", un genere cinematografico di voga negli Stati Uniti dal 1915 agli anni '50, ovvero quei film indipendenti realizzati da autori bianchi e di colore per l'intrattenimento del pubblico afroamericano; è senza dubbio uno dei maggiori successi del genere.
Nel 1991 è stato scelto per essere conservato nel National Film Registry della Biblioteca del Congresso degli Stati Uniti.

## Produzione
The Blood of Jesus è stato il secondo film diretto da Spencer Williams Jr., uno dei pochi registi afroamericani degli anni quaranta. Williams cominciò la sua carriera negli anni venti, come comparsa, e successivamente, riuscì ad arrivare a scrivere delle sceneggiature per cortometraggi commedia, con cast di soli neri, prodotti dall'Al Christie studio. Nel 1928 ha diretto il film muto Tenderfeet, il quale fu distribuito dalla Midnight Productions. Nel 1939, scrisse due sceneggiature per due film di genere race: il western Harlem Rides the Range e la commedia horror Son of Ingagi, nei quali ha anche preso parte come attore.